# Radio Pridnestrowje
Radio Pridnestrowje (auch Radio Pridnestrowja, voller Name Radio Pridnestrowskoi Moldawskoi Respubliki, abgekürzt Radio PMR, ehemals Radio Dniester International) ist der staatliche Hörfunksender der international nicht anerkannten Transnistrischen Moldauischen Republik, die sich von der Republik Moldau abgespalten hat.
Radio Pridnestrowje sendet seit August 1991 in russischer, moldawischer (rumänischer) und ukrainischer Sprache für das Gebiet Transnistrien. Darüber hinaus betreibt es auch einen Auslandssender, der Programme in englischer, französischer und deutscher Sprache über Kurzwelle ausstrahlt. Die deutschsprachigen Sendungen begannen im März 1993 unter dem Namen Radio Dniester International, wurden jedoch nach wenigen Jahren wieder eingestellt. Unter der neuen Bezeichnung Radio Pridnestrowje werden seit 2003 erneut deutschsprachige Sendungen ausgestrahlt.
Der Sender hat seinen Sitz in Tiraspol, die Mittel- und Kurzwellen-Sendeanlagen von Radio Pridnestrowje stehen in Maiac (bei Grigoriopol) direkt an der ukrainischen Grenze. Für Kurzwellensendungen stehen fünf Sender mit einer Leistung von jeweils 1000 kW zur Verfügung, die zu großem Teil von anderen Auslandsdiensten genutzt werden.
Im April 2022 kam es zu Zerstörungen am Sender.

## Empfang
Gesendet wird derzeit (Stand April 2012) auf UKW, Mittelwelle und Kurzwelle.
- UKW auf 100,7 MHz: in russischer, ukrainischer und rumänischer Sprache
- Mittelwelle auf 999 kHz: in russischer Sprache für Hörer in der Russischen Föderation, in Belarus und den baltischen Staaten
- Kurzwelle auf 7290 kHz: in englischer, deutscher und französischer Sprache

Darüber hinaus werden für den Inlandsrundfunk weitere UKW- und Kurzwellen-Frequenzen benutzt, unter anderem auch im OIRT-Band (in Slobozia auf 74,0 MHz):
- Tiraspol: 100,7 MHz und 104,0 MHz
- Slobodseja (Slobozia): 100,7 MHz und 74,0 MHz
- Perwomaisk (Pervomaisc): 103,4 MHz
- Grigoriopol: 105,0 MHz
- Majak (Maiac): 105,0 MHz und 106,5 MHz
- Woronkowo (Vărăncău): 106,0 MHz
- Katerinowka (Caterinovca): 104,0 MHz
- Walja Adinke (Valea Adinca): 100,1 MHz
- Kamenka (Camenca): 106,4 MHz

Ferner dessen werden auch die Mittelwellen-Frequenz 999 kHz und die Kurzwellenfrequenz 9665 kHz für die Ausstrahlung des Inlandsprogrammes benutzt.